# Xavier Garret
Paul-François-Xavier Garret est un peintre français spécialisé dans la nature morte, né le 11 mars 1849 à Vesoul et décédé le 16 décembre 1910 à Paris,.

## Biographie
Né au n° 28 place de l'Église à Vesoul, son père Jean Garret est peintre en bâtiment et marchand de papiers peints et sa mère se nomme Marie Molle. 
Il expose dans des salons à Paris de 1875 à 1883.